# فهرست‌های کتاب‌ها بر پایه زبان
- فهرست کتاب‌های فارسی
- فهرست کتاب‌های عربی نوشته‌شده از سوی ایرانیان
- فهرست کتاب‌های کردی‌زبان
- فهرست کتاب‌های ارمنی‌زبان
- فهرست کتاب‌های فرانسوی‌زبان
- فهرست کتاب‌های انگلیسی‌زبان